# Misaki (Osaka)
Misaki (岬町?) è una cittadina giapponese della prefettura di Osaka.